# Leptodesmus abancus
Leptodesmus abancus är en mångfotingart som beskrevs av Chamberlin 1955. Leptodesmus abancus ingår i släktet Leptodesmus och familjen Chelodesmidae. Inga underarter finns listade i Catalogue of Life.